# Froid Équateur
Froid Équateur est le troisième volet de la Trilogie Nikopol, une série de trois bandes dessinées écrite et illustrée par Enki Bilal, comprenant également La Foire aux immortels et La Femme piège. Froid Équateur est paru en 1992, concluant ainsi la trilogie entamée en 1980.

## Synopsis
En Afrique orientale, Alcide Junior retrouve la trace de son père et de Jill sur un film en tournage inachevé. Le producteur l'informe qu'Alcide senior est parti précipitamment après l'apparition d'une pyramide volante dans le ciel. Alcide apprend également que son père venait de quitter Jill et que cette dernière était enceinte. Sans autre piste, Alcide junior décide de laisser le hasard guider ses pas et prend le train pour la ville d'Equateur city, où un microclimat glaciaire frigorifie la ville. Yéléna, une généticienne et compagne de voyage, lui apprend que son gouvernement a été renversé par les fascistes et qu'il est condamné à mort pour le meurtre de Choublanc.
A Equateur, le groupe KKDZO, dirigeants de fait de la ville, s'interroge sur la nature et les buts de la pyramide qui survole la ville. Le train où se trouve Alcide junior prend en charge un champion de chessboxing qui doit affronter Loopkin pour le titre de champion du monde. À Equateur, ce dernier a de plus en plus de mal à s'exprimer correctement, son cerveau souffrant d'une trop grande exposition à la présence d'Horus en lui. Le dieu sait qu'il est arrivé au bout de sa fuite et il veut offrir à son ami un titre de champion du monde avant de le quitter pour toujours. Alcide a aussi du mal à oublier Jill, dont il s'est séparé après avoir compris que la jeune femme était tombée amoureuse d'Horus.
Isolé en quarantaine, Alcide junior retrouve la trace de Jill dans la clinique où cette dernière a accouché d'un enfant étrange. Il comprend aussi que son père se cache sous le pseudonyme de Loopkin, anagramme de Nikopol, le champion de chess boxing, et assiste au combat.
Le round de boxe est à l'avantage de l'adversaire d'Alcide. Son fils retrouve Jill dans la salle, assistant à la rencontre de façon discrète. Elle n'accepte que de répondre vaguement aux interrogations du fils d'Alcide avant de disparaître.
Ayant de plus en plus de mal à penser et à respecter les règles basiques des échecs, Alcide est sur le point de perdre. Horus tue discrètement son adversaire pour lui offrir le titre promis. Jill a regagné les studios du film qu'elle avait promis de finir et prend la place du producteur, mort d'une crise cardiaque. Sur les conseils de son fils, elle efface définitivement Alcide de sa mémoire.
Horus se rend à Anubis et accepte de repasser en jugement. Alcide junior récupère son père, qui commence un lent travail de reconstruction cérébrale. Le groupe KKDZO, estimant Nikopol père être un danger pour leur pouvoir, décide de l'enlever et de le cryogéniser avant de l'envoyer dans l'espace. À la faveur d'un échange de vestes, les sbires enlèvent en réalité le fils et l'envoient en exil. Mais la fusée embarquant Nikopol fils passe trop près de la pyramide et la déstabilise. La pyramide s'écrase, détruisant le groupe KKDZO. Alcide senior trouve le numéro de Yéléna dans la veste de son fils et la rencontre, tombant amoureux de cette dernière. Les dieux égyptiens se sortent sans trop de dommages des ruines de leur engin volant et partent pour Gizeh réactiver Kheops. Horus en profite pour suggérer de reprendre le pouvoir sur la planète en détruisant un à un les groupes politiques et mafieux qui la dirigent.
Repartie pour l'Afrique orientale, Yéléna rencontre enfin Jill, qu'elle cherchait depuis des années. Elle l'interroge sur son enfant, mais n'obtient que des réponses vagues, Jill elle-même ignorant le nom que son fils, qui arbore le visage de son père Horus, s'est donné. Alcide père et Jill se revoient, les deux ayant tout oublié de l'autre.
Jill évoque son avenir prévisible, son retour en Europe, sa carrière de journaliste qu'elle reprendra avant de mourir dans une petite guerre européenne à un âge avancé. Yéléna affirme que sa relation avec Alcide ne durera pas mais que sa vie familiale future sera heureuse. Alcide accepte de ne passer qu'un temps limité avec la jeune femme avant de poursuivre une vie sans fin, Horus l'ayant rendu immortel en guise de dernier cadeau.

## Chessboxing
Dans Froid Équateur, Enki Bilal a imaginé et mis en images un sport fictif mêlant la boxe anglaise et les échecs, le « chessboxing ». Celui-ci est finalement devenu un véritable sport en 2003,.

### Documentation
- Évariste Blanchet, « Froid Équateur », Critix, no 0,‎ 1992/93, p. 13.